# Брусилица ножева (слика)
Брусилица ножева или принцип сјаја (рус. Точильщик), позната и као Брусилица за ножеве (Светлуцава ивица) је кубофутуристичка слика Казимира Маљевича из 1912-13. Налази се у колекцији Уметничке галерије Универзитета Јејл у Њу Хејвену, Конектикат.

## Историја
Постоји врло мало писаних трагова о делу, али је познато да је насликано око 1912–1913, у Маљевичевој кубо-футуристичкој фази.
Године 1941. уступила га је Уметничкој галерији Универзитета Јејл организација Collection Société Anonyme.

## Опис
Дело је слично другим Маљевичевим сликама, по томе што је тема особа коју друштво генерално занемарује.
Слика приказује бркатог човека у оделу и шеширу како ручно бруси нож на оштрици за ножеве, или брусном точку. Човек је у сталном кретању; особа или више пута проверава напредак током оштрења  и запрепашћен је чињеницом да још није довољно оштар. Иза њега са леве стране су неке вазе на полицама и сто и вероватно једна или две металне цеви, док су са десне стране нејасни сиви објекти (вероватно зграде), што имплицира да је особа професионални брусилац ножева у радионици; мало степениште се такође може приметити у доњем десном углу.
На слици доминирају плава, зелена и сребрна боја; друге боје које се користе су наранџаста, жута, браон и гримизна. Метална палета је вероватно изабрана да нагласи  начин на који светлуцају струготине и нож.